# Jytte Guteland
Jytte Gunlög Elisabeth Bengtsson Guteland, född Guteland 16 september 1979 i Brännkyrka församling i Stockholm, är en svensk politiker (socialdemokrat). Hon är ordinarie riksdagsledamot sedan 2022, invald för Stockholms kommuns valkrets. Guteland var ordförande för SSU 2007–2011 och ledamot av Europaparlamentet 2014–2022.

## Biografi
Guteland har tagit en magisterexamen med inriktning i nationalekonomi på Södertörns högskola. Hon har varit politiskt sakkunnig på Finansdepartementet och Utbildningsdepartementet och också arbetat som projektansvarig vid organisationen Global utmaning. 
Hon har en bakgrund i Sveriges socialdemokratiska ungdomsförbund (SSU) i Huddinge och i Socialdemokratiska studentförbundet, där hon var internationellt ansvarig. Hon var ledamot av förbundsstyrelsen i SSU 2005–2007 med ansvar för välfärdsfrågor. 2007 blev hon förbundsordförande för SSU efter att på kongressen ha besegrat motkandidaten Laila Naraghi med röstsiffrorna 131–115. Hon satt på posten till 2011. 
Inför tillsättandet av ny partiledare för Socialdemokraterna 2011 nämndes Guteland som kandidat av bland andra den tidigare partisekreteraren Lars Stjernkvist och Lars Törnman, kommunalråd i Kiruna kommun.

### Europaparlamentariker
Guteland valdes i Europaparlamentsvalet i maj 2014 till ledamot. Under mandatperioden 2014–2019 var hon den enda svenska ledamoten i utskottet för miljö, folkhälsa och livsmedelssäkerhet och ersättare i utskottet för rättsliga frågor. Hon var ordförande i Europaparlamentets intergrupp för Västsahara. och en av huvudförhandlarna under revideringen av EU:s utsläppshandelssystem (EU-ETS).
Vid Europaparlamentsvalet 2019 valdes Guteland åter till Europaparlamentariker för Socialdemokraterna. Hon var under den följande mandatperioden gruppledare i utskottet för miljö, folkhälsa och livsmedelssäkerhet och ersättare i utskottet för utrikesfrågor, och hade också rollen som ständig rapportör för frågor som rör Iran i den socialdemokratiska gruppen. Under 2020 blev Guteland ansvarig huvudförhandlare för EU:s klimatlag, och rankades som den näst mest inflytelserika klimatpolitikern i EU.
Under hösten 2020 medverkade Guteland tillsammans med Europaparlamentarikerna Alice Bah Kuhnke, Fredrick Federley och Sara Skyttedal i SVT:s dokumentärserie Bryssel calling.   

### Riksdagsledamot
Guteland kandiderade i riksdagsvalet 2022 och blev invald i riksdagen. I samband med detta lämnade hon uppdraget som Europaparlamentariker och ersattes av Carina Ohlsson. I riksdagen är hon ledamot av miljö- och jordbruksutskottet samt EU-nämnden.

## Familj
Guteland är yngre syster till regeringen Löfvens tidigare presschef Odd Guteland.